# Woman, Why Do You Weep?
Woman, Why Do You Weep? Circumcision and Its Consequences (Mujer, ¿por qué lloras? La circuncisión y sus consecuencias) es un libro de la médica sudanesa Asma El Dareer sobre la mutilación genital femenina en Sudán. Publicado en Londres por Zed Press en asociación con la Babiker Bedri Scientific Association for Women's Studies, el libro resume la investigación que El Dareer realizó sobre la mutilación genital femenina (MGF) para la facultad de medicina de la Universidad de Jartum.  
El libro incluye información de la encuesta de El Dareer de 1977-1981 a más de 3,000 mujeres en los estados sudaneses con una alta prevalencia de la forma más severa de MGF. Fue la primera encuesta a gran escala de mujeres que se habían sometido a estos procedimientos.

## Marco
En 1946, durante el condominio anglo-egipcio en Sudán (1899-1955), los británicos prohibieron la MGF tipo III ( infibulación), una prohibición que fue ampliamente ignorada. El tipo III era y sigue siendo altamente prevalente en Sudán. Conocido en el país como "circuncisión faraónica", el procedimiento consiste en extraer los labios internos y parte de los labios externos, y coser la vulva cerrada, dejando un agujero muy pequeño para el paso de la orina y la sangre menstrual. La vagina se abre ligeramente (con el pene o un cuchillo) para tener relaciones sexuales, se abre más para el parto y se cierra nuevamente después. Cerrar la vagina después del parto, y tal vez antes de un nuevo matrimonio, se conoce como reinfibulación.[cita requerida]

## Sinopsis

### Encuesta
El Dareer entrevistó a 3.210 mujeres y 1.545 hombres en cinco estados sudaneses: Nilo Azul, Darfur, Kasala, Jartum y Kordofán. De los 3.210, el 98 % (3.171) dijeron que se habían sometido a la mutilación genital femenina, y el 83.13 % (2.636) dijeron que habían experimentado la circuncisión faraónica. Otro 12,17 % (386) informó tener una forma intermedia de mutilación genital femenina, y el 2,5 % (80) dijo que tenía Tipo Ia, la extracción de la capucha del clítoris, conocida en los países en ejercicio como sunna. Las 69 mujeres restantes no pudieron describir su procedimiento.

### Tipología
El libro describe tres formas de circuncisión faraónica: "clásica", "modernizada" y una forma más severa practicada en Kordofán. La "clásica" consiste en eliminar el glande del clítoris, los labios internos y externos, y fusionar los dos lados. Se usaron espinas en el centro y el norte de Sudán, mientras que en el este, se dejaron adhesivos (como azúcar, papel de huevo y cigarrillos) en la herida durante 3 a 15 días. Las piernas de la niña están atadas en el tobillo, rodillas y muslos durante 15 a 40 días. Se puede insertar una espina en la herida para que quede un pequeño agujero. Se pueden aplicar sustancias a la herida para prevenir la infección; en Sudán occidental, se usaron heces de animales. La forma "modernizada" es la misma, excepto que solo se extirpan parte de los labios externos y se sutura la herida; por lo general, esta forma la realizaban parteras capacitadas con anestesia, y las piernas de las niñas estaban unidas durante siete días.
En Kordofán, la gente de Shanabla practicó una tercera versión: "En este tipo, se hace un corte adicional en forma de V hacia abajo del orificio vaginal y los lados se unen desde abajo hacia arriba para dar como resultado un agujero muy pequeño. Las niñas circuncidadas de esta manera son llamadas makhtoma".
En el libro de El Dareer, sunna (refiriéndose a las costumbres del Islam) describe la MGF Tipo Ia, removiendo solo la punta de la capucha del clítoris . De las mujeres encuestadas, el 2.5 % dijo que había experimentado esto. Según la Organización Mundial de la Salud, el Tipo Ia rara vez se realiza solo. Los sudaneses consideraron esto como "ninguna circuncisión en absoluto", según El Dareer; se refirieron a esta como "sunna gubernamental" porque los británicos lo habían recomendado después de la prohibición de 1946. Había otras dos versiones de sunna. Sunna magatia ("sunna cubierta") implicaba quitar el glande del clítoris y endurecer los labios internos para permitir la costura. Sunna kashfa ("sunna descubierta"), la eliminación de la punta del glande del clítoris sin costuras.
El Dareer describe una forma "intermedia". Forjado como un compromiso entre faraónico y sunna, se conoce como tahur El Dayat o "circuncisión de parteras" e implica la eliminación del glande del clítoris, uno o ambos labios internos y "cortes" de los labios externos; los lados están cosidos, dejando un agujero algo más grande que con el faraónico.

### Preferencias
De las 3.210 mujeres, el 59 % dijo que prefería una de las formas graves (faraónica o intermedia), mientras que el 64 por ciento de los hombres prefería sunna, la forma más leve.